# ナムイエット島

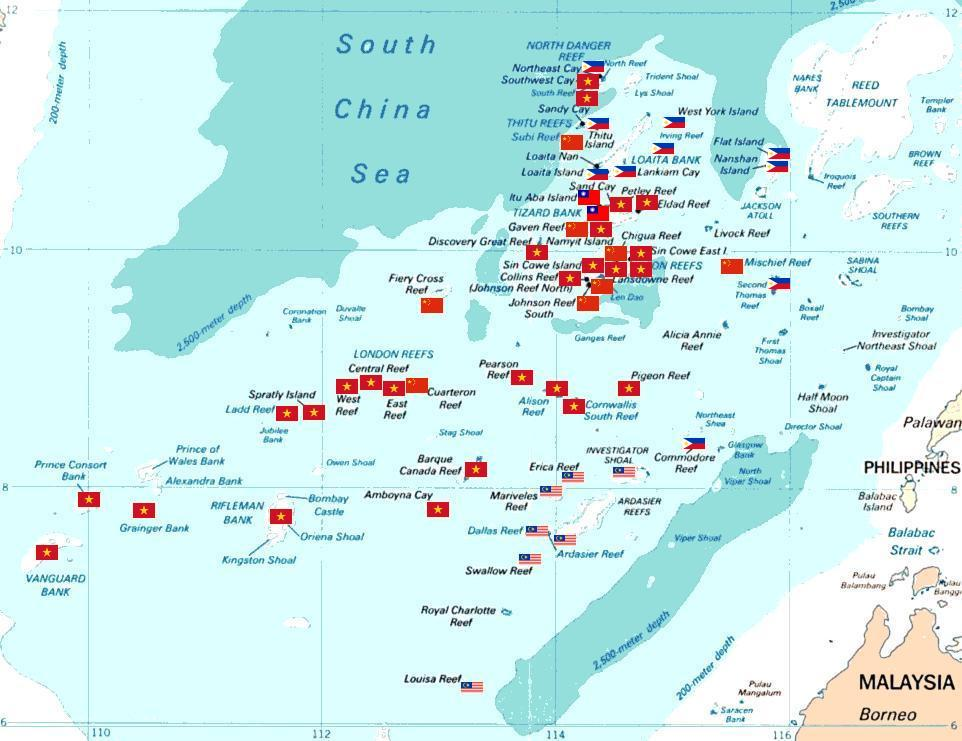
南沙諸島（スプラトリー諸島）における南シナ海周辺諸国の実効支配状況

ナムイエット島（ナムイエットとう、英語: Namyit Island、ベトナム語：Đảo Nam Yết / 島南乙、簡体字中国語: 鸿庥岛）は、南沙諸島（スプラトリー諸島）のティザード堆（英語: Tizard Banks、中国語: 鄭和群礁）と呼ばれる環礁の一部を形成している島である。

## 地理

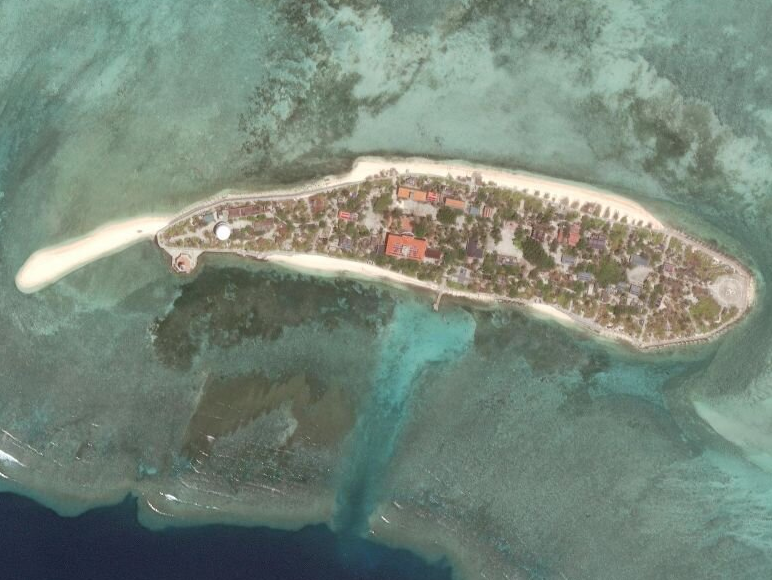
2020年

この環礁には南沙諸島（スプラトリー諸島）最大の太平島もある。面積は0.053km2。最高地点の海抜は6.2mで、南沙諸島（スプラトリー諸島）の中で最高である。
第二次世界大戦以前の日本が統治していた時期には南小島と呼ばれていた。

## 領有
ベトナムが実効支配しているが、中華人民共和国、台湾（中華民国）およびフィリピンも主権を主張している。
1973年、南ベトナム軍がこの島に駐留した。